# Nakteträsket
Nakteträsket är en sjö i Arvidsjaurs kommun i Lappland och ingår i Piteälvens huvudavrinningsområde. Sjön har en area på 0,13 kvadratkilometer och ligger 341 meter över havet. Nakteträsket ligger i Piteälven Natura 2000-område. Sjön avvattnas av vattendraget Naktebäcken.

## Delavrinningsområde
Nakteträsket ingår i det delavrinningsområde (728862-170116) som SMHI kallar för Mynnar i Vistån. Medelhöjden är 376 meter över havet och ytan är 18,07 kvadratkilometer. Det finns inga avrinningsområden uppströms utan avrinningsområdet är högsta punkten. Naktebäcken som avvattnar avrinningsområdet har biflödesordning 3, vilket innebär att vattnet flödar genom totalt 3 vattendrag innan det når havet efter 117 kilometer. Avrinningsområdet består mestadels av skog (94 procent). Avrinningsområdet har 0,13 kvadratkilometer vattenytor vilket ger det en sjöprocent på 0,7 procent.